# Beat Breu
Beat Breu (Sankt Gallen, 23 d'octubre de 1957) és un ciclista suís, ja retirat, que fou professional entre 1979 i 1996. Anomenat La Puce de Saint-Gall, durant aquests anys aconseguirà més de quaranta victòries, sent les més destacades dues etapes al Tour de França de 1982, una d'elles amb final a L'Aup d'Uès, una al Giro d'Itàlia de 1981 i la Volta a Suïssa de 1981 i 1989.
Combinà la seva participació en carretera amb el ciclocròs. El 1988 i 1994 es proclamà Campió de Suïssa d'aquesta especialitat.

## Palmarès
- 1979
  -  Campió de Suïssa de muntanya
- 1981
  - 1r a la Volta a Suïssa i vencedor de 2 etapes
  - 1r al Campionat de Zúric
  - Vencedor d'una etapa al Giro d'Itàlia
- 1982
  - Vencedor de 2 etapes al Tour de França
  - Vencedor d'una etapa a la Volta a Suïssa
- 1983
  -  Campió de Suïssa de muntanya
- 1984
  - Vencedor d'una etapa a la Volta a Suïssa
- 1985
  -  Campió de Suïssa de muntanya
- 1987
  - Vencedor d'una etapa al Tour de Romandia
- 1988
  -  Campió de Suïssa de ciclocròs
- 1989
  - 1r a la Volta a Suïssa i vencedor d'una etapa
- 1990
  -  Campió de Suïssa en contrarellotge
  -  Campió de Suïssa de muntanya
- 1994
  -  Campió de Suïssa de ciclocròs

## Resultats al Tour de França
- 1982. 6è de la classificació general. Vencedor de 2 etapes
- 1983. 22è de la classificació general
- 1984. 43è de la classificació general
- 1985. 23è de la classificació general
- 1986. 74è de la classificació general
- 1987. 26è de la classificació general
- 1989. 21è de la classificació general
- 1990. 42è de la classificació general

## Resultats al Giro d'Itàlia
- 1979. 23è de la classificació general
- 1981. 8è de la classificació general. Vencedor d'una etapa
- 1984. 8è de la classificació general
- 1988. 11è de la classificació general